# Bugarra
Bugarra est une commune espagnole de la province de Valence dans la Communauté valencienne. Elle est située dans la comarque de Los Serranos et dans la zone à prédominance linguistique castillane.

## Géographie

Localisation de Bugarra
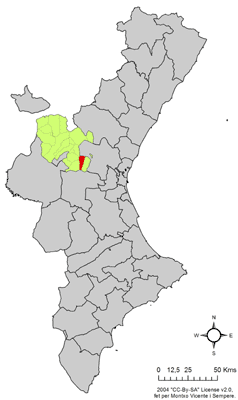
dans la Communauté valencienne.
dans la comarque de Los Serranos.

### Localités limitrophes
Le territoire municipal de Bugarra est voisin de celui des communes suivantes :
Cheste, Chulilla, Gestalgar, Llíria, Pedralba et Villar del Arzobispo, toutes situées dans la province de Valence.

## Démographie
| 1990 | 1992 | 1994 | 1996 | 1998 | 2000 | 2002 | 2004 | 2006 | 2007 | 2008 | 2009 |
| ---- | ---- | ---- | ---- | ---- | ---- | ---- | ---- | ---- | ---- | ---- | ---- |
| 884  | 870  | 865  | 855  | 836  | 828  | 808  | 760  | 745  | 826  | 871  | 867  |

### Sources
- (es) Cet article est partiellement ou en totalité issu de l’article de Wikipédia en espagnol intitulé « Bugarra » (voir la liste des auteurs).
- (es) Varaciones de los municipios de España desde 1842, Ministerio de administraciones públicas, octobre 2008, 364 p. (lire en ligne) [PDF]